# أوليفيريو رينكون
أوليفيريو رينكون (بالإسبانية: Oliverio Rincón)‏ مواليد 24 أبريل 1968 في كولومبيا، هو دراج كولومبي سابق في صنف سباق الدراجات على الطريق.

## سجل النتائج

### سباقات أو مراحل فاز بها
- طواف فرنسا
- طواف إسبانيا
- طواف إيطاليا

### المراكز
- حقق المركز الـ 10 في طواف إسبانيا 1991
- حقق المركز الـ 4 في طواف إسبانيا 1993
- حقق المركز الـ 5 في طواف إسبانيا 1994
- حقق المركز الـ 5 في طواف إيطاليا 1995

## روابط خارجية
- أوليفيريو رينكون على موقع أرشيف الدراجات (الإنجليزية)
- أوليفيريو رينكون على موقع إحصائيات الدراجات الإحترافية (الإنجليزية)
- أوليفيريو رينكون على موقع CycleBase (الإنجليزية)